# Samba Touré
Samba Touré, né à Daby (région de Tombouctou) est un chanteur et guitariste malien.

## Biographie
Samba Touré grandit à Diré dans la région de Tombouctou.
Après s'être installé à la capitale, Bamako, à l'âge de 25 ans, Samba forme le groupe Farafina Lolo, groupe multi-ethnique, dont la variété lui procure un grand succès populaire auprès des différentes ethnies du Mali. Samba n'y joue pas encore de guitare mais y est chanteur.
Farafina Lolo (Étoile d'Afrique) avec Samba Touré sortira deux albums (K7, uniquement au Mali). Le groupe se scinde alors en 2 formations. Samba et une partie du groupe forment alors Super Lolo qui fera paraître un unique album tandis que Farafina Lolo poursuit sa carrière.
Encouragé par Ali Farka Touré, il continue parallèlement son apprentissage de la guitare.
À la fin des années 1990, Super Lolo se sépare. Samba Touré est alors recruté dans le groupe d'Ali Farka Touré à la guitare d'accompagnement et chœurs pour une tournée internationale en 1997 et 1998.
De retour au Mali, Samba forme son groupe Fondo et commence à composer son répertoire.
Il enregistre son premier album Fondo qui paraît en 2003 au Mali uniquement et qui connait un grand succès notamment grâce au titre "Anbafo" qui jusqu'à présent clôture tous ses concerts.
En 2005, Samba Touré participe à l'album Taama de Amadou Guitteye aux côtés de Toumani Diabaté, Vieux Farka Touré ou encore Baba Sissoko sur 2 titres qu'il a composé. L'enregistrement a lieu à Cologne (Allemagne)
En 2007, l’album Aïto paraît au Mali, suivi de nombreux concerts dans toute l'Afrique de l'Ouest.
En 2008 Samba Touré est repéré par un producteur londonien, World Music Network, qui lui permet de réaliser son premier album international  Songhaï blues, Homage to Ali Farka Touré, qui paraît en 2009. Il tourne alors intensivement dans toute la sous région, ainsi qu'en Algérie, Burkina Faso et Guinée.
En 2009, Samba Touré participe à l'album Les Sept Etoiles de Diré aux côtés d'autres artistes issus du Cercle de Diré.
Il y interprète le titre Diré, dédié au village où il a grandi. Ce titre sera réarrangé sous le titre Djingarr Hiné en 2010 pour figurer sur son propre album Crocodile Blues.
En 2010, Toumani Diabaté fait appel à Samba Touré pour représenter le « son Farka » pour la grande tournée mondiale « Ali Farka Touré Variations Tour », lors de laquelle il y tient le micro et la guitare. Entre les concerts, Samba rentre régulièrement à Bamako pour l’enregistrement de son nouvel album Crocodile Blues qui paraîtra le 30 août 2011 chez Riverboat Records (World Music Network).
L'album bénéficie de la présence d'Oumou Sangaré pour un duo sur le titre Moussoya.
En décembre 2011, il reçoit à Bamako un Tamani (Trophées de la musique au Mali) du meilleur album international malien de l'année pour l'album Crocodile Blues.
Après une tournée européenne en 2012, c'est à Bamako qu'il enregistre l'album Albala à l'automne. Albala produit par Chris Eckman (The Walkabouts, Dirtmusic) sort le 3 mai 2013 sur Glitterbeat Records. Hugo Race (True Spirit, Fatalists, Dirtmusic, Bad Seeds) est invité sur sept des dix titres à la guitare et aux claviers.
C'est un album engagé et sombre, qui aborde la crise que connait le Mali depuis le début 2012. Samba Touré y dénonce l'alliance des terroristes islamistes et des rebelles touarègues qui ont plongé le pays dans cette crise, ainsi que la corruption, et autres maux de la société malienne. La critique international lui réservera un accueil très enthousiaste.
Il est invité sur le titre Ya Wa You (chant et guitare) du groupe Dirtmusic enregistré à Bamako. L'album Troubles sort début juin 2013 et sur leur album suivant Lion City (chant) en 2014, sur le titre Red Dust.
Début 2014, il enregistre également un duo avec l'artiste malien Adama Yalomba, Harkass, chanson sur l'unité des ethnies maliennes.
A l'été 2014, il entre en studio à Bamako pour enregistrer le successeur d' Albala, toujours sur Glitterbeat Records. L'album Gandadiko sort le 30 janvier 2015.
Après trois ans de silence discographique et plusieurs tournées en Europe, Samba Touré enregistre un nouvel album, Wande à l'automne 2017 qui sera publié en mai 2018 sur Glitterbeat Records et qui sera suivi par une nouvelle tournée Européenne au printemps 2019.
La pandémie du Covid19 causera l'annulation de deux autres tournées prévues en 2020 et 2021.
A l'été 2020, Samba enregistre en trio un nouvel album, Binga, dominé par un son acoustique et un retour aux sources de la musique songhaï, publié au printemps 2021 pour lequel il reçoit en mai 2022 l'award du Meilleur Artiste aux Songlines Music Awards 2022.
Après de nouvelles tournées en Europe sort un nouvel album en Janvier 2025. Intitulé Baarakelaw (the workers), il est dédié aux travailleurs des rues, aux petits métiers informels. Samba et son groupe repartent immédiatement en tournée en Europe et, pour la première fois, effectue une tournée au Canada.

## Discographie
- 2003 - Fondo - Seydoni Mali
- 2007 - Aïto - Seydoni Mali
- 2009 - Songhaï Blues - Homage to Ali Farka Touré - Riverboat Records - World Music Network
- 2011 - Yermakoye - Fondo Production (édition malienne de Crocodile Blues, tracklisting différent)
- 2011 - Crocodile Blues - Riverboat Records - World Music Network
- 2013 - Albala - Glitterbeat Records
- 2015 - Gandadiko - Glitterbeat Records
- 2018 - Wande - Glitterbeat Records
- 2021 - Binga - Glitterbeat Records
- 2025 - Baarakelaw - Glitterbeat Records

## Participations
- 2005 - Taama de Amadou Guitteye - Melodie Distribution
- 2009 - Les Sept Etoiles de Diré (Collectif) - Fondo Productions
- 2013 - Troubles participation au troisième album de Dirtmusic (titre Wa Ya You) - Glitterbeat Records
- 2014 - Lion City participation au quatrième album de Dirtmusic (titre Red Dust) - Glitterbeat Records
- 2014 - Waati  Sera participation à l'album d'Adama Yalomba (guitare et chant sur le titre Harkass) Studio Mali
- 2015 - Ba Power participation au quatrième album de Bassekou Kouyaté (guitare sur le titre Fama Magni) - Glitterbeat Records
- 2016 - Abbar El Hamada participation à l'album d'Aziza Brahim (guitare sur le titre Mani) - Glitterbeat Records
- 2016 - Participation (guitare et voix sur un titre) à l'album Tumastin du groupe touareg Amanar - Sahel Sounds

## Compilations
- 2009 - The Rough Guide to Blues Revival - Rough Guides - World Music Network (Various artists. 2 cd dont un contenant 9 titres inédits de Samba Touré, live et instrumentaux)
- 2009 - Think Global Celebrate Africa - Think Global - World Music Network (Various artists)
- 2010 - The Rough Guide to Desert Blues - Rough Guides - World Music Network (Various artists)
- 2013 - Made in Bamako - Vivendi (Various artists) 2 titres exclusifs
- 2013 - Live from Festival au Désert - Clermont Music (Various artists)
- 2013 - The Rough Guide to Acoustic Africa - Rough Guides - World Music Network (Various artists)
- 2013 - Glitterbeat - Vibrant Music from Africa and Beyond - Glitterbeat Records (Various artists)
- 2014 - The Rough Guide to Mali - Rough Guides - World Music Network (Various artists)
- 2014 - Music From The Source - Riverboat Records (Various artists)
- 2014 - The Rough Guide to African Blues - Rough Guides - World Music Network (Various artists)
- 2014 - The Rough Guide To The Music Of The Sahara - Rough Guides - World Music Network (Various artists)
- 2014 - Glitterbeat Dubs & Versions 1 - Glitterbeat Records. (Dubs mixes of Glitterbeat artists catalogue by Dennis Bovell and more). 2 Samba Touré remixed tracks.
- 2014 - The Rough Guide To Sahara Blues - Rough Guides - World Music Network (Various artists, vinyl only)
- 2017 - The Rough Guide To The Music Of West Africa - Rough Guides - World Music Network (Various artists)

## Filmographie
- 2015 : "Samba Touré à Banlieues Bleues". Concert filmé, réalisation Stéphane Jourdain (2015) 54 min. Production La Huit.

Samba Touré est apparu dans des films-documentaires consacrés à Ali Farka Touré
- 2002 : Le miel n’est jamais bon dans une seule bouche de Marc Huraux ;
- 2006 : A Visit to Ali Farka Touré de Marc Huraux.